# Ademir Roque Kaefer
Ademir Roque Kaefer, genannt Ademir (* 6. Januar 1960 in Toledo), ist ein ehemaliger brasilianischer Fußballspieler. Ademir trat hauptsächlich für den Cruzeiro EC aus Belo Horizonte an. Für diesen soll er in 469 Spielen neun Tore geschossen haben. 

## Karriere

### Verein
Er begann seine Karriere in der Jugend des Toledo EC. Bei dem Klub schaffte er 1980 den Sprung in den Profikader. Im Jahr darauf wechselte er zum SC Internacional. Mit dem Klub konnte Ademir viermal in Folge die Staatsmeisterschaft von Rio Grande do Sul gewinnen. Im März 1986 verließ er Internacional und wechselte zum EC Santo André, wo er bis zum Oktober des Jahres blieb. Er verließ den Klub um sich dem Cruzeiro EC anzuschließen. Mit dem Klub war er weiterhin erfolgreich. Auch hier konnte viermal die Staatsmeisterschaft von Minas Gerais, den Copa do Brasil 1993 sowie internationale Wettbewerbe gewinnen.
1992 unterbrach Ademir seinen Laufbahn bei Cruzerio. Er wechselte zu Racing Club Avellaneda nach Argentinien, kehrte aber bereits 1993 zu Cruzeiro zurück. Hier beendete er seine aktive Laufbahn 1995.

### Nationalmannschaft
Mit der brasilianischen Olympiamannschaft holte er 1984 und 1988 jeweils die Silbermedaille. Bei den Panamerikanischen Spielen 1987 gewann er die Goldmedaille.

## Erfolge
Internacional
- Staatsmeisterschaft von Rio Grande do Sul: 1981, 1982, 1983, 1984
- Torneio Heleno Nunes: 1984
- Kirin Cup: 1984

Cruzeiro
- Campeonato Mineiro: 1987, 1990, 1992, 1994
- Supercopa Libertadores: 1991
- Copa do Brasil: 1993
- Copa Ouro: 1994
- Copa Master da Supercopa: 1995

Nationalmannschaft
- Olympische Spiele Silbermedaille: 1984, 1988
- Panamerikanische Spiele Goldmedaille: 1987